# Stanisław Andrzej Zagórski
Stanisław Andrzej Zagórski (ur. 20 sierpnia 1933 w Kozubowie, zm. 15 sierpnia 2015 w Łomży) – polski dziennikarz, redaktor, wydawca, działacz społeczny i kulturalny.

## Życiorys
Po studiach na Wydziale Dziennikarstwa Uniwersytetu Warszawskiego przez wiele lat pracował w prasie ogólnopolskiej i regionalnej. Zaczynał jako dziennikarz „Głosu Olsztyńskiego”, publikował następnie m.in. w „Przyjaciółce”. Od 1973 związany z Białostocczyzną, był inicjatorem przekształcenia „Gazety Białostockiej” w „Gazetę Współczesną”. W latach 80. pełnił funkcję redaktora naczelnego łomżyńskiego tygodnika „Kontakty”, nagradzanego w tym czasie w konkursach prasy regionalnej i lokalnej.
W 1981 zainicjował powstanie Społecznego Stowarzyszenia Prasoznawczego „Stopka”, nadającego Nagrodę i Medal Zygmunta Glogera, organizującego konkursy pamiętnikarskie, a także prowadzącego policealne szkoły farmaceutyczne. Był twórcą i przewodniczącym Krajowego Klubu Reportażu Stowarzyszenia Dziennikarzy PRL, a także założycielem Fundacji Glogerianum i organizatorem plenerów plastycznych.
Odznaczony m.in. Krzyżem Kawalerskim (1979), Komandorskim (2001) i Komandorskim z Gwiazdą (2011) Orderu Odrodzenia Polski, który wręczono mu 11 listopada 2012. Był również laureatem m.in. Medalu Komisji Edukacji Narodowej oraz Srebrnego Medalu „Zasłużony Kulturze Gloria Artis”.